# Heute heiratet mein Mann (1956)
Heute heiratet mein Mann ist eine deutsche Filmkomödie von Kurt Hoffmann aus dem Jahr 1956. Der Film basiert auf dem Roman Heut heiratet mein Mann von Annemarie Selinko.

## Handlung
Thesi Petersen aus Zürich ist eine junge Modeschöpferin und lebt, von ihrem Mann Robert geschieden, allein in einer kleinen Dachwohnung in Hamburg. Sie ist chaotisch, aber hübsch und immer fröhlich. Von Männern wird sie umschwärmt, sobald diese erfahren, dass sie von ihrem Mann geschieden ist. Ihr Zahnarzt Dr. Agartz zeigt sich bei einer Behandlung zerstreut, erkennt sie nicht und offenbart ihr in der Praxis, dass Robert wieder heiraten wird und sowieso nur seine Ex an der Trennung schuld war. Thesi zeigt sich verstimmt. Erinnerungen an ihre Ehe mit Robert führen zu der Erkenntnis, dass beide sich immer nur um Kleinigkeiten gestritten haben. Ihre Schusseligkeit zum Beispiel, oder dass er nie zu Hause war und sie in der Zwischenzeit mal wieder die Wohnung umgeräumt hat. Irgendwann hatte es Thesi satt und packte spontan ihre Sachen.
Sie geht allein aus. In einem Café bemerken sie der Schriftsteller Niki Springer und der deutsche Konsul in Mexiko Georg Lindberg. Betsy, die beide erfolglos liebt, holt Thesi an ihren Tisch – sie hatte Thesi beim Ausfertigen ihres deutschen Visums kennengelernt. Niki und Georg verlieben sich in Thesi, die beide engagiert, um Robert zu ärgern. Auf seiner Verlobungsfeier erscheint sie unangekündigt in einem gewagt ausgeschnittenen Kleid, präsentiert beide Männer als ihre Liebhaber, raucht eine Zigarette und geht nach kurzer Zeit wieder. Die Festgesellschaft und Roberts Verlobte Karin bleiben schockiert zurück.
Thesi und Georg werden ein Paar. Obwohl sich Thesi immer wieder gegen eine erneute Hochzeit ausgesprochen hat, wird sie sentimental, als Roberts Heiratstermin mit Karin immer näher rückt und auch Georg zurück nach Mexiko gehen muss. Sie nimmt Georgs vierten Antrag an und beide planen, wenige Tage später gemeinsam per Dampfer nach Mexiko zu fahren. Auf Thesis Abschiedsfeier einen Tag vor der Abreise erscheint unerwartet Robert, der zunehmend Streit mit seiner Verlobten unter anderem wegen seines guten Verhältnisses zu Thesi hat. Beide erkennen, dass die gemeinsame Ehezeit auch schöne Phasen hatte.
Bereits während der Feier fühlt sich Thesi krank. Am nächsten Tag wird sie mit Scharlach ins Krankenhaus eingeliefert. Georg verlängert seinen Urlaub in Deutschland, um sie regelmäßig im Krankenhaus zu besuchen, doch ist es vor allem Robert, der sie täglich besucht. Bald ist das Krankenzimmer mit Blumen beider Männer vollgestellt. Thesi geht es nur langsam besser. Sie nutzt die Zeit, um sich Gedanken über ihre Gefühle zu machen. Am Ende steht für sie fest, dass sie Robert mehr liebt als Georg. Der verabschiedet sich allein gen Mexiko, bedankt sich jedoch bei Thesi für die schönsten Sommermonate, die er je hatte. Robert hat sich unterdessen von Karin getrennt, die erkannt hatte, dass er nie von seiner Ex loskommen wird. Als Thesi ihre Dachwohnung betritt, fehlen sämtliche Möbel. Bevor sie die Polizei rufen kann, steht Robert vor ihr. Er hat ihre Möbel während ihrer Zeit im Krankenhaus zurück in seine Wohnung gebracht, wo die meisten auch vor der Scheidung standen. Er bringt Thesi zu sich und trägt sie wie zur Hochzeit über die Wohnungsschwelle. Während er kurz auf Arbeit ist, räumt Thesi spontan die Wohnung um. Robert nimmt es diesmal mit Humor und macht ihr einen Heiratsantrag, den sie annimmt.

## Produktion
Der Film wurde vom 15. Mai bis Mitte Juli 1956 in Hamburg und in den Bavaria-Filmstudios gedreht. Die Uraufführung fand am 30. August 1956 in der „Metro im Schwan“ in Frankfurt am Main statt.
Für das Fernsehen wurde der Roman 2006 erneut verfilmt.

## Abweichungen von der literarischen Vorlage
Die Handlung spielt in der Romanvorlage in Dänemark und umfasst den Zeitraum zwischen dem Sommer 1939, kurz vor dem deutschen Überfall auf Polen, und dem Herbst 1940, nach der deutschen Besatzung Dänemarks. Thesi stammt im Roman aus Wien, hat ihren Vater im Ersten Weltkrieg verloren und, im Gegensatz zu den Dänen, die damals neutral blieben, die Not der Kriegs- und Nachkriegsjahre miterlebt.
Zwei wichtige männliche Romanfiguren, der amerikanische Kriegsreporter John (im Film durch den deutschen Konsul ersetzt) und der Engländer Gary, kommen gerade aus dem Spanischen Bürgerkrieg zurück. Ihr geschiedener Ehemann rät ihr sogar zur Heirat mit John, um damit dem von allen erwarteten großen Krieg in Europa zu entgehen. Dass Thesi doch wieder, durch erneute Heirat, ganz zu ihrem Mann stehen möchte, wird ihr klar, nachdem eine Haussuchung und Beinahe-Verhaftung durch die deutschen Besatzer stattgefunden hat, weil ihr Ex-Mann Sven Poulsen einem dänischen Widerstandskämpfer, nämlich dem zu Beginn des Romans auftretenden Zahnarzt, zur Flucht verhilft.

## Kritik
Der Spiegel bemerkte 1956, dass das Drehbuch im Gegensatz zum Roman keine „politischen Sentiments [enthalte] und … sich mit Randbemerkungen über Liebe und Ehe [bescheidet]. Dem Regisseur gelang es durchweg, allzu gewollter Drolerie aus dem Weg zu gehen, so daß sich der Film einigermaßen vorbehaltlos als Komödie klassifizieren läßt“.
Der film-dienst lobte Heute heiratet mein Mann 1956:

„Diese Komödie ist übermütig, amüsant, voller Humor und Grazie und mit so leichter Hand gemacht, wie man es im deutschen Film kaum mehr für möglich gehalten hätte. Handlung, mondänes Gesellschaftsspiel und heitere Späße gehen nahtlos ineinander über. […] Bei allem Übermut schwingen besinnliche Untertöne mit. Das ist selten, und man kann seine helle Freude daran haben.“

Das 1990 vom film-dienst herausgegebene Lexikon des Internationalen Films nannte den Film eine „temperamentvolle Komödie über dem deutschen Durchschnitt“.
Cinema bezeichnete den Film als „eine wirklich flott inszenierte, temperamentvolle Nachkriegskomödie. Fazit: Kesser Spaß mit altmodischem Charme.“